# Wilhelminenholz
Das Wilhelminenholz ist ein Wäldchen am Stadtrand der ostfriesischen Kreisstadt Aurich in Niedersachsen. Das heutige Landschaftsschutzgebiet liegt im Stadtteil Sandhorst, war früher aber dem Dorf Walle zugeordnet.

## Geschichte
Das Waldstück bei Aurich hieß bis ins 18. Jahrhundert Nanienholtz. Carl Edzard von Ostfriesland schenkte es seiner Frau, Fürstin Wilhelmine Sophie von Brandenburg-Bayreuth (1714–1749). Sie ließ das Wäldchen zu einem im „Kern als Barockparterre angelegten Park“ umgestalten.
Carl Edzard, der letzte einheimische Fürst, der die Grafschaft Ostfriesland regierte, hatte dort um 1734 ein Jagdschloss als Sommersitz für sich errichten lassen und zu Ehren seiner Frau Gut Wilhelminenholz genannt. Als Ostfriesland nach dem Tod Carl Edzards im Jahre 1744 an Preußen fiel, blieb das Schloss Eigentum von Wilhelmine Sophie. Ihr Erbe, Alexander, der Markgraf von Bayreuth, verkaufte das Gut 1750 an den ersten preußischen Regierungspräsident von Ostfriesland in Aurich, Christoph Friedrich von Derschau. Dieser ließ es wahrscheinlich von dem Rasteder Hofgärtner Christian Ludwig Bosse umgestalten. Derschau starb 1799 auf seinem Landgut und wurde in einem Grabhügel im Wäldchen beerdigt. Seine 14000 Bände umfassende Bibliothek vermachte er der Regierung in Aurich. Nach seinem Tod ging das Haus in den Besitz des Oberappelationsrates Sassen über. Das bis heute erhaltene Herrenhaus mit seinem halbrunden Eingangsbereich, dem Balkon mit bemaltem Stuck sowie dem Ziergiebel mit polygonalem Altanvorbau ist um 1820 erbaut worden. 1964 wurde das Gebiet als Landschaftsschutzgebiet ausgewiesen.

## Heutige Nutzung
Das Wilhelminenholz ist heute ein überwiegend waldartig entwickelter Landschaftspark mit einem 300-jährigen Baumbestand, Wassergräben und Skulpturen. Der Wald ist überwiegend mit Laubmischgehölz (ca. 3 ha) bestanden. Im Übergangsbereich zur freien Landschaft gibt es einen Wallhecken, daneben prägen naturnahe Gehölzbereiche mit einzelnen sumpfigen Zonen und Kleinstgewässern das Gebiet. Das Barockparterre ist noch in Umrissen erkennbar. Am Südostrand gibt es im Waldbereich einen runden Erdhügel. Das 3,5 Hektar große Areal gehört der Familie Osterkamp und ist als Privatbesitz nicht öffentlich zugänglich.